# Eenvinsluimerrog
De eenvinsluimmerrog (Narke capensis) is een sluimerrog die leeft in kustwateren bij Zuid-Afrika, speciaal in de hartvormige baaien aan de kust van de Kaapprovincie.

## Beschrijving
De eenvinsluimerrog komt voor in een beperkt gebied op diepten tussen 20 en 180 m, maar meestal onder de 100 m. De maximumlengte is 38 cm. Deze sluimerrog voedt zich voornamelijk met borstelwormen. In de kustwateren waar deze sluimerrog voorkomt wordt intensief gevist, maar er zijn ook beschermde gebieden ingesteld waar visserij verboden is. Er zijn onvoldoende gegevens om deze sluimerrog een status te geven op de internationale Rode Lijst van de IUCN.